# Smerinthus monochromica
Smerinthus monochromica är en fjärilsart som beskrevs av Edward Alfred Cockayne 1953. Smerinthus monochromica ingår i släktet Smerinthus och familjen svärmare. Inga underarter finns listade i Catalogue of Life.